# George Russell (skladatel)
George Russell (23. června 1923 Cincinnati, Ohio, USA – 27. července 2009 Boston, Massachusetts, USA) byl americký klavírista a hudební skladatel. V počátcích své kariéry hrál na bicí v kapele Bennyho Cartera a později, když již hrál pouze na klavír, hrál i s dalšími hudebníky než si sestavil svou vlastní kapelu. V roce 1953 vydal knihu Lydian Chromatic Concept of Tonal Organization. V roce 1990 získal ocenění NEA Jazz Masters. Zemřel na následky Alzheimerovy choroby ve věku 86 let.